# コヨウラクツツジ
コヨウラクツツジ（小瓔珞躑躅、学名：Menziesia pentandra）はツツジ科ヨウラクツツジ属の落葉低木。

## 特徴
高さは1-2m。若い枝にはあらい毛が生える。葉は長さ2-4mmの葉柄をもって枝に互生する。葉身は長楕円形で、長さ1.5-5cm、幅1-2.5cmになり、先端は尖り、葉の表面と縁にあらい毛が生える。
花期は5-6月。花は長さ1-2cmの花柄の先端に下垂してつく。花冠は長さ5-6mmあり、黄緑色から赤褐色で、ゆがんだつぼ型をし、先端が5裂し外側へ反り返る。花柄には腺毛が散生する。
和名は、花の様子が仏像が身につけている装身具（瓔珞・ようらく）に似、花が小さいことによる。

## 分布と生育環境
日本では、北海道、本州、四国、九州に分布し、冷温帯から亜寒帯の林内、林縁、または岩地に生育する。東アジアの南千島、樺太にも分布する。